# Ирано-малайзийские отношения
Ирано-малайзийские отношения — это текущие и исторические отношения между Ираном и Малайзией. У Ирана есть посольство в Куала-Лумпуре, а у Малайзии имеется посольство в Тегеране. Обе страны являются членами Организации исламского сотрудничества (ОИС) и Движения неприсоединения (ДН) и используют эти форумы и двусторонние отношения для развития политических связей.

## История
Отношения между двумя странами существуют с момента обретения Малайзией независимости. Персидское влияние на Малакку гораздо более древнее, оно прослеживается на протяжении нескольких веков, поскольку персы когда-то занимались торговлей в Лембах-Буджанге и Малакке, а также оставили следы персидской литературы на малайском языке.

## Экономические отношения
Обе страны сотрудничали в реализации ряда крупных промышленных проектов, многие из которых были связаны с энергетикой. Ранее, в октябре 2007 года, Иран и Малайзия работали над заключением масштабного многостороннего соглашения о нефтеперерабатывающем заводе с Венесуэлой в Сирии. В декабре 2007 года они подписали соглашение на 6 миллиардов долларов США о разработке морских газовых месторождений Ирана.
В январе 2017 года две страны намерены заключить соглашение о свободной торговле. Меморандум о взаимопонимании (MoU) по исследованию газовых месторождений был подписан в феврале между Национальной иранской нефтяной компанией (NIOC) и малазийской компанией Bukhary International Ventures (BIV). Обе страны объединили свои банковские операции, а также договорились использовать местные валюты наряду с китайским юанем и японской иеной в двусторонней торговле. По состоянию на 2015 год в Малайзии обучалось около 5000 иранских студентов, в то время как в Иране обучалось всего 15 малазийских студентов.

## Политические отношения
Несмотря на эти исторические факты, политические отношения между двумя странами в последнее время напряжённые из-за предполагаемого вмешательства Ирана, продвигающего шиитский ислам в преимущественно салафитско-суннитской Малайзии, в ответ на что правительство последней приняло несколько антишиитских законов, ограничивающих деятельность последователей шиизма в стране, чтобы предотвратить их распространение.